# Txapàievo (Astracan)
|  | Per a altres significats, vegeu «Txapàievo». |

Txapàievo (en rus: Чапаево) és un poble de l'óblast d'Astracan, a Rússia, segons el cens del 2014 tenia 429 habitants.